# Tom Mockridge
Tom Mockridge (Lower Hutt, 1955) è un dirigente d'azienda, imprenditore e giornalista neozelandese.

## Biografia
Tom Mockridge inizia la sua carriera nella natia Nuova Zelanda nel 1977 come giornalista del quotidiano Taranaki Daily News di New Plymouth. Nel 1980 si trasferisce in Australia, lavorando dapprima al The Sydney Morning Herald come redattore economico, e poi come consulente dell'allora tesoriere del governo australiano Paul Keating. In questo periodo ha anche il suo primo contatto con la galassia di Rupert Murdoch, lavorando per il The Australian. Nel gennaio 1991 entra in News Limited, l'editrice dell'Australian, dove è assistente del CEO Ken Cowley fino al 1996. Diventa poi lui stesso CEO di Foxtel, carica che ricopre per tre anni, quando si trasferisce a Hong Kong per seguire altre attività della News Corporation. Nel 2001 è nominato CEO di Independent Newspapers, la principale casa editrice di quotidiani e periodici neozelandese, facente capo a News Corp, e presidente di Sky New Zealand, la pay TV del gruppo nel paese.
Nel 2002 viene chiamato in Italia a guidare il processo di fusione tra Stream TV e TELE+, conclusosi con la nascita della piattaforma satellitare Sky Italia; al termine della fusione, Rupert Murdoch lo sceglie come amministratore delegato della stessa. Nel frattempo, nel 2008 viene nominato AD di European Television, la divisione che riunisce tutte le attività televisive europee di News Corp al di fuori del Regno Unito, rispondendo direttamente a James Murdoch; in seguito viene eletto membro del consiglio di amministrazione di British Sky Broadcasting. A seguito dello scandalo intercettazioni che ha coinvolto il gruppo Murdoch in Inghilterra, e alla conseguente chiusura del News of the World, nel 2011 Mockridge viene nominato CEO di News International, subentrando alla dimissionaria Rebekah Brooks.
Per News International Tom Mockridge stabilizza e ristruttura le tre testate giornalistiche, The Times, The Sunday Times e The Sun e le tutela con successo nell’inchiesta del Governo Britannico.
Nel 2013 Mockridge passa a Liberty Global, il gruppo di John Malone, quale Amministratore delegato di Virgin Media, principale concorrente di banda larga e TV via cavo di British Telecom. Alla guida di Virgin Media dà origine al più grande sviluppo di infrastrutture di banda larga degli ultimi 20 anni, con un investimento di 3 miliardi di sterline.
Nel Giugno 2019 lascia Virgin Media per tornare in Italia.
Nell'Agosto 2020 fonda Virgin Fibra. Dopo due anni di attività in startup, Virgin Fibra apre al pubblico nell'Agosto 2022 divenendo la terza società italiana della storia a portare il marchio di Richard Branson.